# In My Ghetto Vol. 2
In My Ghetto Vol. 2 est une mixtape du chanteur d'origine sénégalaise Akon. Elle est sortie le 16 mai 2008.

## Liste des titres
| #  | Titre                 | Featuring                            | Durée | Producteur(s) |
| -- | --------------------- | ------------------------------------ | ----- | ------------- |
| 1  | Still Runnin          | 2Pac                                 | 4:43  |               |
| 2  | Do Ya Feel Me         | Jadakiss & Roscoe                    | 3:40  |               |
| 3  | Ain't Nothin Changed  | Canibus                              | 7:37  |               |
| 4  | Ghetto Blues          | The Notorious B.I.G. & 2Pac          | 3:41  |               |
| 5  | Look Me In My Eyes    | Blast                                | 3:18  |               |
| 6  | The One               | Chilee Powder                        | 3:25  |               |
| 7  | 9 mm                  | Lil Wayne, David Banner & Snoop Dogg | 4:10  |               |
| 8  | Hustlaz Story         | The Notorious B.I.G. & Scarface      | 5:47  |               |
| 9  | Ghetto Gospel (Remix) | 2Pac                                 | 3:40  |               |
| 10 | The New Message       | Kam                                  | 4:40  |               |
| 11 | Locked Up (Remix)     | 2Pac                                 | 5:54  |               |
| 12 | Be By Myside          | Trazz                                | 4:10  |               |